# Національна академія дизайну
Національна академія дизайну, нині Національна академія (англ. National Academy of Design, The National Academy) — об'єднання американських художників, що знаходиться в Нью-Йорку. Має також свою художню школу й музей мистецтв.

## Історія

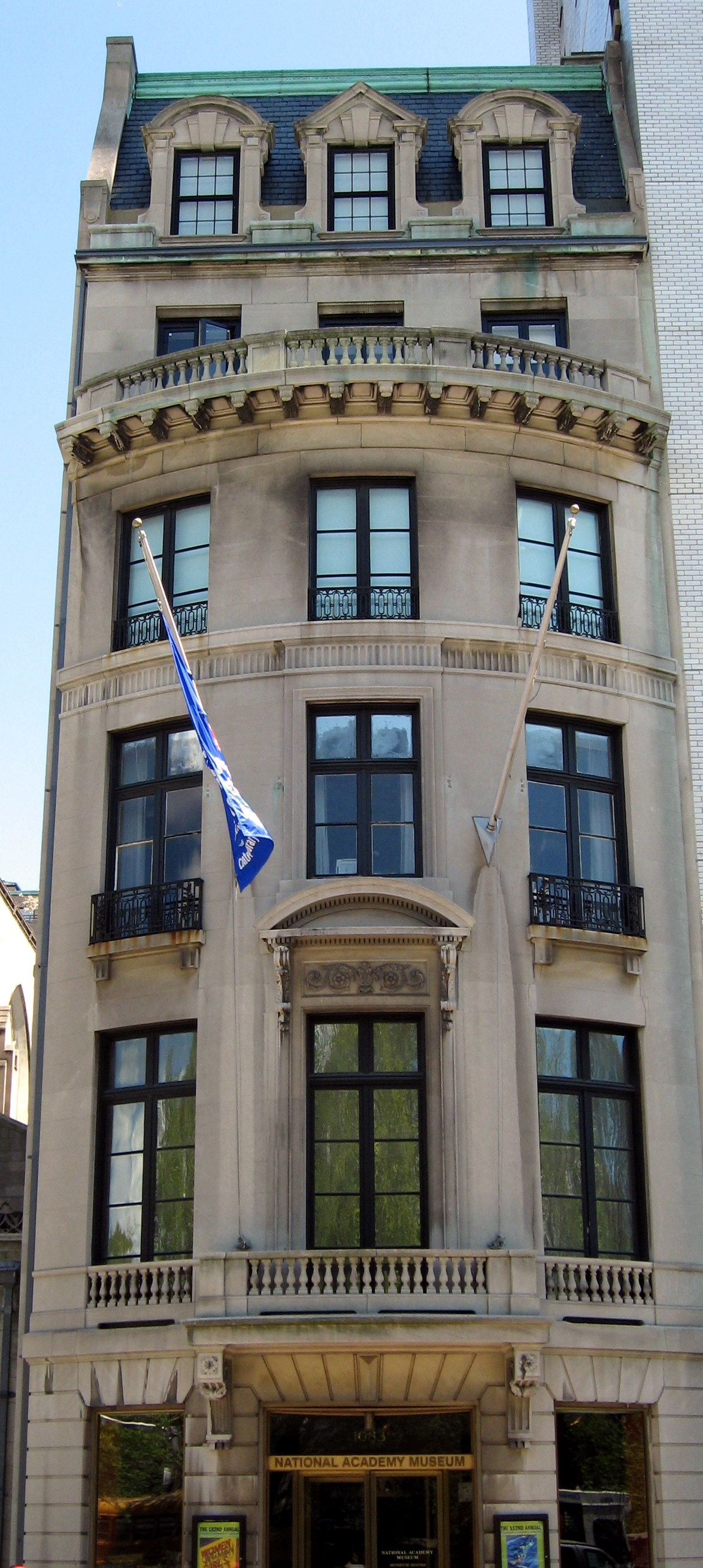
Сучасна будівля Академії

Академія дизайну була заснована в 1825 році винахідником Семюелем Морзе й художниками Ашером Дюраном та Томасом Коулом з метою розвивати образотворче мистецтво в США шляхом поліпшення його викладання і надання виставкових можливостей художникам. У музеї Академії нині зберігається понад 5 тисяч творів мистецтва із зібрання американського живопису й скульптури XIX та XX століть.
Протягом всього періоду свого існування Академія розміщувалася в різних приміщеннях. У 1863—1965 роках це була будівля в готичному стилі, що копіювала Палац дожів у Венеції. У наш час Академія знаходиться в колишньому будинку скульпторів Анни Гантінгтон і Арчера Гантінгтона на П'ятій авеню Нью-Йорка.
Прийняття в члени Академії здійснюється не за заявами бажаючих, а за рекомендацією художників, що вже є членами Академії.
У музеї Національної академії дизайну зараз знаходиться більше 8 тисяч картин, скульптур та інших творів мистецтва, які представляють усі жанри й напрямки американського мистецтва XIX та XX століть. Більшість експонатів подаровані новими членами Академії, які таким чином поповнюють колекцію.
Протягом 190 років членами Національної академії стали понад 2 тисяч осіб, серед яких: Бей Юймін, Альберт Бірштадт, Фредерік Едвін Черч, Томас Ікінс, Вільям Ауербах-Леві, Джон Сінгер Сарджент, Френк Ллойд Райт, Роберт Раушенберг, Джон Фальконер, Елен Франкенталер, Френк Гері, Вінслов Гомер, Джаспер Джонс, Ендрю Ваєт та багато інших.